# ガーナの言語
ガーナの言語（ガーナのげんご、英: Languages of Ghana）では、ガーナにおける言語状況について記す。
ガーナは、約80の言語が使用されている多言語国家である。その中で、英語は公用語およびリングワ・フランカ（通商語）として使用されている。先住民族の言語の中で最も広範囲で話されているのはアカン語である。